# L'isola (film 2003)
L'isola è un film del 2003 diretto da Costanza Quatriglio. Prodotto dalla Dream Film e da Rai Cinema, fu presentato nella Quinzaine des Réalisateurs del 56º Festival di Cannes.
Il film è stato girato sull'isola di Favignana (TP). La pellicola è stata restaurata da Cinecittà e presentata durante l'edizione 2023 di Alice nella città alla Festa del Cinema di Roma.

## Riconoscimenti
- Festival di Bratislava
  - Main Prize Fipresci
- Premio CICAE
- Festival cinematografico di Cuenca
  - Premio per la sceneggiatura
- Festival di Pusan
  - Cultural Grant Asia–Europe Foundation
- Nastri d'argento 2004
  - Migliore colonna sonora